# Wanderratte
Die Wanderratte (Rattus norvegicus) ist ein Nagetier (Rodentia) aus der Familie der Langschwanzmäuse. Die ursprünglich im nördlichen Ostasien heimische Art wurde durch den Menschen weltweit verbreitet und kommt heute auf allen Kontinenten außer Antarktika und auf fast allen größeren Inseln oder Inselgruppen vor. In ihrem ursprünglichen Areal bewohnen Wanderratten Wälder und buschreiches Gelände. Eingeführte Populationen sind jedoch überwiegend auf den menschlichen Siedlungsbereich beschränkt, und in wärmeren Klimaten ist die Art nur in den von Menschen am stärksten veränderten Lebensräumen und meist nur in Küstennähe anzutreffen. Wanderratten sind Allesfresser, wobei pflanzliche Nahrung meist weit überwiegt.
Die Art wird als Nahrungsmittelschädling, Krankheitsüberträger und problematisches Neozoon vielfach bekämpft. Die Wanderratte ist die wilde Stammform der Farbratte, die in großer Zahl als Heim- und Versuchstier gehalten wird.

## Beschreibung

Merkmale von Haus- und Wanderratte im Vergleich

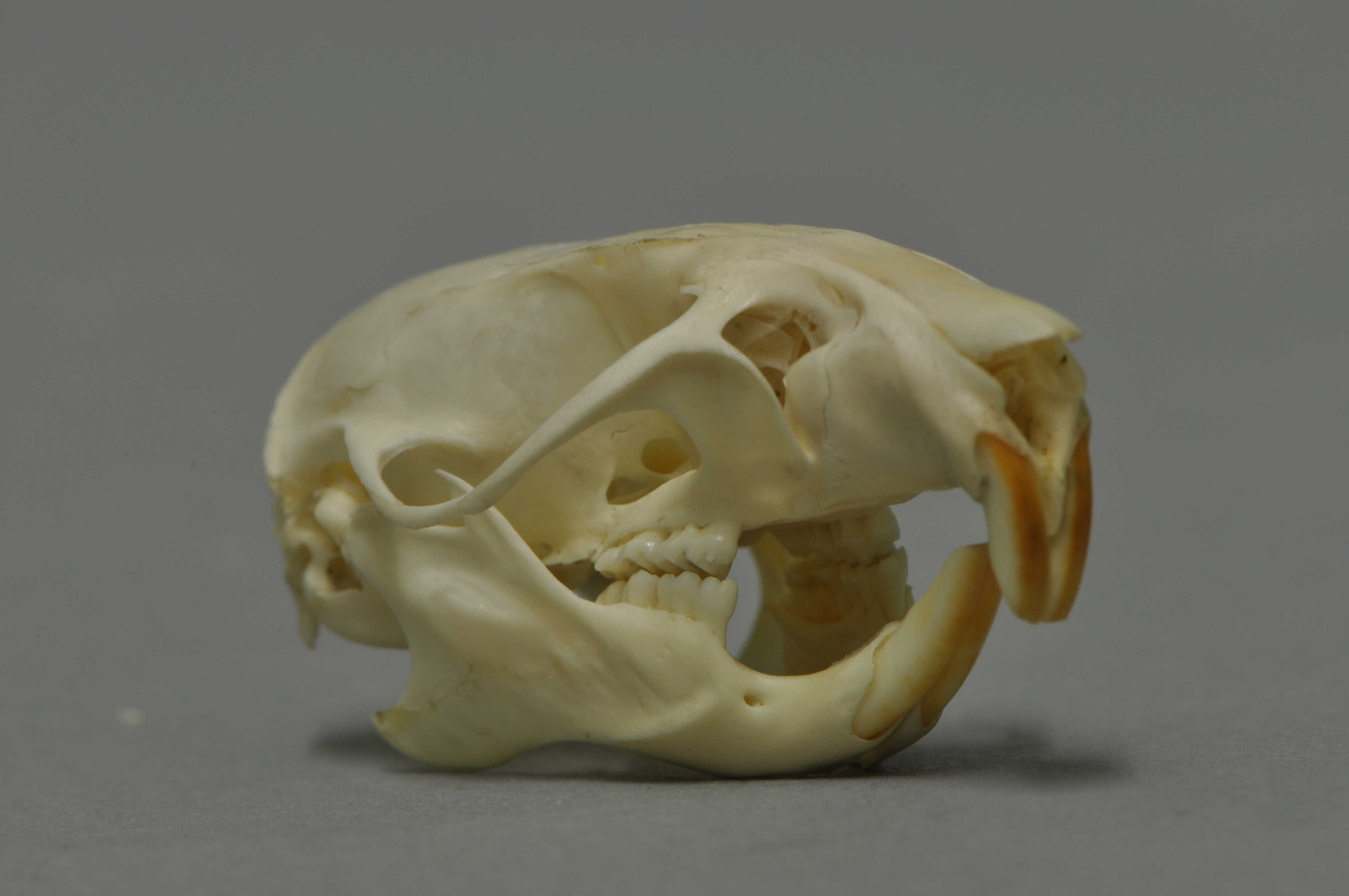
Schädel (Sammlung Museum Wiesbaden)

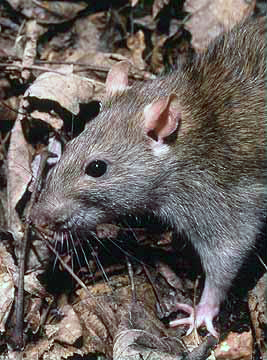

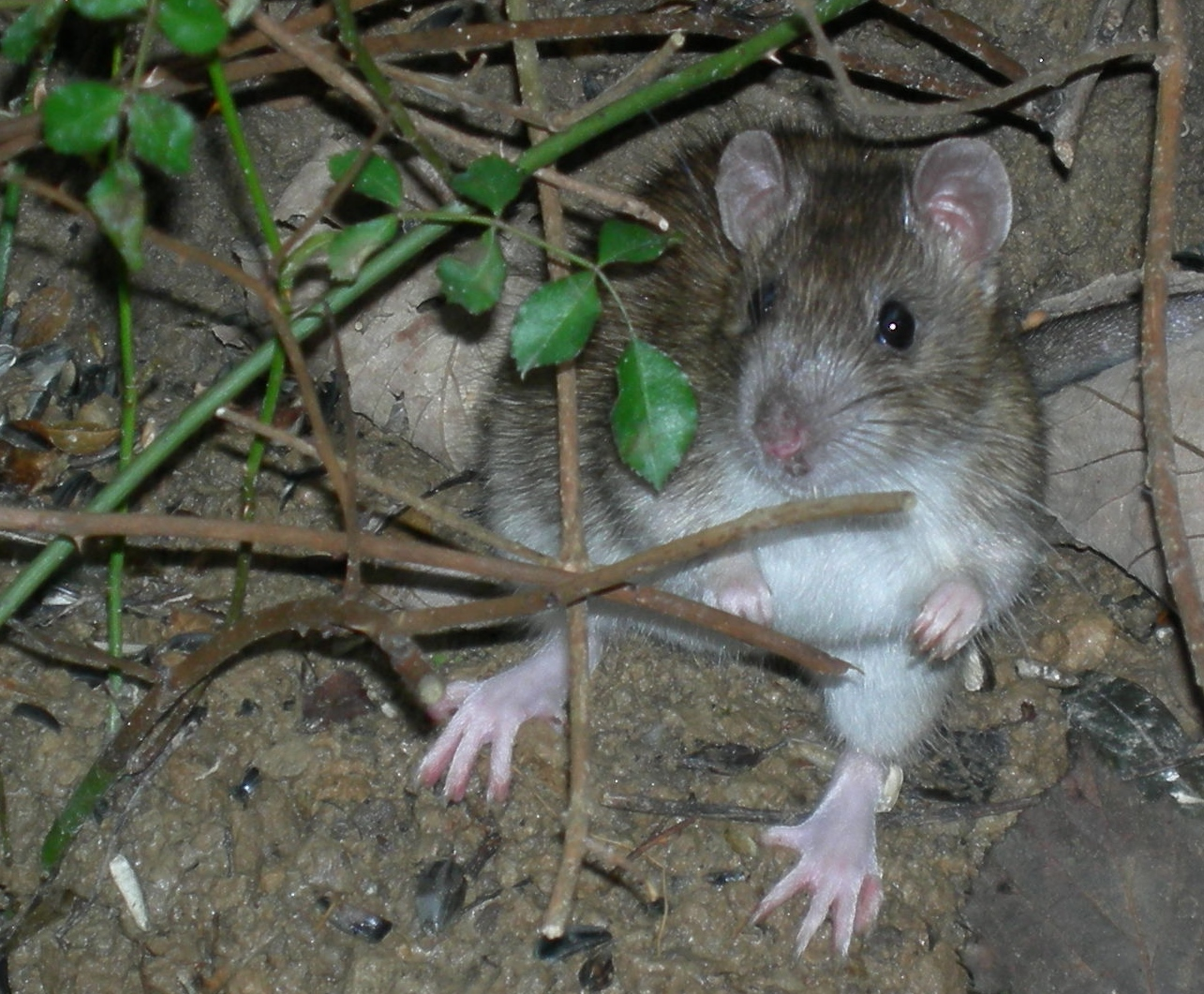
Wanderratte

Wanderratten sind große, kräftig gebaute Ratten mit eckigem Schädel, stumpfer Schnauze und dickem Schwanz, dessen Länge im Normalfall geringer ist als die Kopf-Rumpf-Länge. Die Kopf-Rumpf-Länge beträgt 18–26 cm, die Schwanzlänge 14–21 cm und die Länge des Hinterfußes 38–45 mm. Der Schwanz hat 163–205 Schuppenringe. Die Ohren sind rund und klein mit einer Länge von 17–23 mm; sie erreichen nach vorn umgelegt maximal den hinteren Augenrand. Geschlechtsreife Tiere wiegen etwa 170–350 g.
Die Art zeigt deutlichen Geschlechtsdimorphismus, Männchen sind größer und schwerer als Weibchen. Bei einer Stichprobe aus Görlitz wogen Männchen in zwei Altersgruppen geschlechtsreifer Tiere im Mittel 309 bzw. 404 g, Weibchen in denselben Altersgruppen 255 bzw. 315 g. Männchen waren im Durchschnitt 17,5 bzw. 22 % schwerer als Weibchen, die Kopf-Rumpf-Länge der Männchen war um 8,1 bzw. 10,1 % größer.
Das Fell ist je nach Alter oberseits schmutzig graubraun, rötlich braungrau bis dunkel braunschwarz, die Unterseite grauweiß. Ober- und Unterseitenfärbung sind nicht scharf getrennt. Selten kommen einfarbig schwarze Tiere vor. Der Schwanz ist zweifarbig, oben graubraun und unterseits heller.
Das im Alter von etwa fünf Wochen ausgebildete Jugendkleid ist oberseits einfarbig matt braungrau, am Bauch dunkelgrau. Bei den folgenden Haarwechseln werden die Tiere zunehmend heller und die gelbe und rote Pigmentierung der Haare nimmt zu. Beim Erreichen der Geschlechtsreife mit einer Kopf-Rumpf-Länge von etwa 200 mm kann der Rücken fuchsrot sein. Bei den weiteren Haarwechseln wird das Schwarz an den Haarspitzen ausgedehnter und das Fell hierdurch düsterer, es ist dann schließlich braunschwarz.

## Systematik
Die Wanderratte wurde im Jahr 1769 von John Berkenhout als Mus norvegicus wissenschaftlich beschrieben. Warum er als Artepitheton „norvegicus“ wählte, ist unklar, Berkenhout macht dazu keine Angaben.
Für die Wanderratte werden von Wilson und Reeder keine Unterarten anerkannt. Die systematische Stellung der Art innerhalb der Gattung Rattus ist ebenso wie die Systematik der ganzen Gattung bis heute unklar. Traditionell wurde die Wanderratte mit der Hausratte und einigen weiteren Arten in eine Untergattung Rattus gestellt. Wilson und Reeder weisen diese Zuordnung jedoch aufgrund deutlicher morphologischer, blutchemischer und genetischer Unterschiede zwischen Wander- und Hausratte zurück. Die Autoren gehen aufgrund der großen morphologischen Variation von der Existenz mehrerer monophyletischer Gruppen innerhalb der Gattung Rattus aus, bei denen sich zeigen muss, ob diese wirklich nur einer Gattung zuzuordnen sind. Sie platzieren die Wanderratte daher bis auf weiteres in eine „Rattus norvegicus species group“, zu der sie außer der Wanderratte aufgrund molekulargenetischer Daten und einiger morphologischer Gemeinsamkeiten die Himalajaratte (Rattus nitidus) und die Zentralasiatische Ratte (Rattus pyctoris) stellen.

## Karyotyp und Genom
Die Wanderratte hat 2n = 42 Chromosomen, zwei davon sind Geschlechtschromosomen. Das vollständige Genom wurde zum ersten Mal  2004 sequenziert und besteht aus circa 2,75 Mrd. Basenpaaren.

## Verbreitung
Die Wanderratte war ursprünglich im gemäßigten, nördlichen Ostasien heimisch. Das Areal mit wohl autochthonen Vorkommen umfasst den Südosten Sibiriens, den Nordosten Chinas sowie die japanischen Inseln Honshū, Shikoku und Kyūshū. Wann die Ausbreitung nach Westen begonnen hat, ist unbekannt. Europa wurde im 18. Jahrhundert wahrscheinlich über Russland erreicht. Früher auf das 9. bis 10. und das 13. bis 14. Jahrhundert datierte Knochenfunde aus Schleswig-Holstein werden heute als Verschleppungen in tiefere Bodenschichten betrachtet. Die weltweite unbeabsichtigte Einbürgerung erfolgte überwiegend per Schiff. Ebenfalls bereits im 18. Jahrhundert wurden die Britischen Inseln besiedelt. Erste Nachweise aus Amerika stammen schon von 1745, die Hauptbesiedlung Nordamerikas erfolgte als Schiffsratten mit der großen Einwanderungswelle von Briten zwischen 1760 und 1780. Heute kommt die Art auf allen Kontinenten außer Antarktika und auf fast allen größeren Inseln oder Inselgruppen der Erde vor.
Wanderratten sind heute in allen Ländern Europas heimisch. In Mittel- und Nordeuropa ist die Verbreitung weitgehend flächendeckend, nur in von Menschen dünn besiedelten Gebieten wie zum Beispiel Teilen Fennoskandinaviens sind die Vorkommen sporadisch und lokal eng begrenzt. Im Mittelmeerraum ist die Besiedlung viel weniger flächendeckend und weist insbesondere auf der Iberischen Halbinsel und auf dem Balkan große Lücken auf.

## Lebensraum
In ihrem ursprünglichen Areal in Nordostasien bewohnen Wanderratten Wälder und buschreiches Gelände. Eingeführte Populationen sind jedoch überwiegend auf den menschlichen Siedlungsbereich beschränkt und bewohnen hier Abwasserkanäle, Mülldeponien, Keller, Lagerhäuser, Ställe, Bauernhöfe und ähnliche Habitate, sehr oft in Wassernähe. Darüber hinaus bewohnt die Art in Europa auch naturnahe Habitate, vor allem Gewässerränder mit dichter Vegetation und Meeresküsten, insbesondere im Bereich von Flussmündungen. In wärmeren Klimaten und vor allem in den Tropen ist die Art nur in den von Menschen am stärksten veränderten Lebensräumen wie Abwasserkanälen, Gebäuden, Wellenbrechern, Häfen und großen Städten und meist nur in Küstennähe anzutreffen. So ist die Art beispielsweise in West- und Südafrika sowie in Australien auf Seehäfen und große Küstenstädte beschränkt und besiedelt selbst Städte im Landesinneren nur ausnahmsweise.

## Nahrung

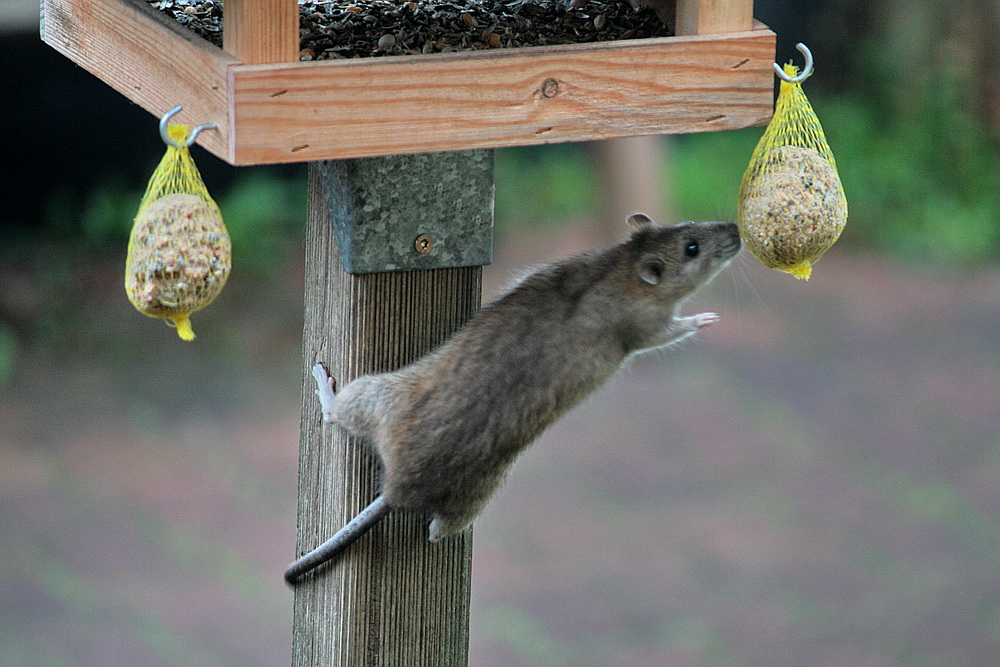
Wanderratte erklimmt Vogelhäuschen

Wanderratten sind Allesfresser, wobei pflanzliche Nahrung meist weit überwiegt. Von 4000 Mägen deutscher Wanderratten, die Ende der 1940er Jahre untersucht wurden, enthielten 39 % nur verschiedene Getreidesorten, weitere 34 % nur frische Pflanzenteile wie Früchte, Gemüse und Gräser. In 11 % der Mägen befanden sich sowohl pflanzliche wie tierische Bestandteile, in 10 % ausschließlich Fleisch oder Fisch. Auch bei Fallenversuchen wurden kohlenhydratreiche Köder wie Haferflocken gegenüber Ködern aus Gemüse, Fleisch oder Fisch deutlich bevorzugt.
In Europa lebt die Wanderratte überwiegend kommensalisch von Nahrungsmitteln des Menschen, daneben wird jedoch ein breites Spektrum weiterer pflanzlicher und tierischer Nahrungsquellen genutzt. So erklettern die Tiere Bäume, um im Frühjahr Knospen und junge Triebe und im Spätsommer Obst und Walnüsse zu fressen. Die Ernährung erfolgt auch karnivor und räuberisch, Wanderratten fressen unter anderem Vogeleier, junge und geschwächte Vögel, junge und erwachsene Wühlmäuse, Amphibien und Mollusken.

## Lebensweise

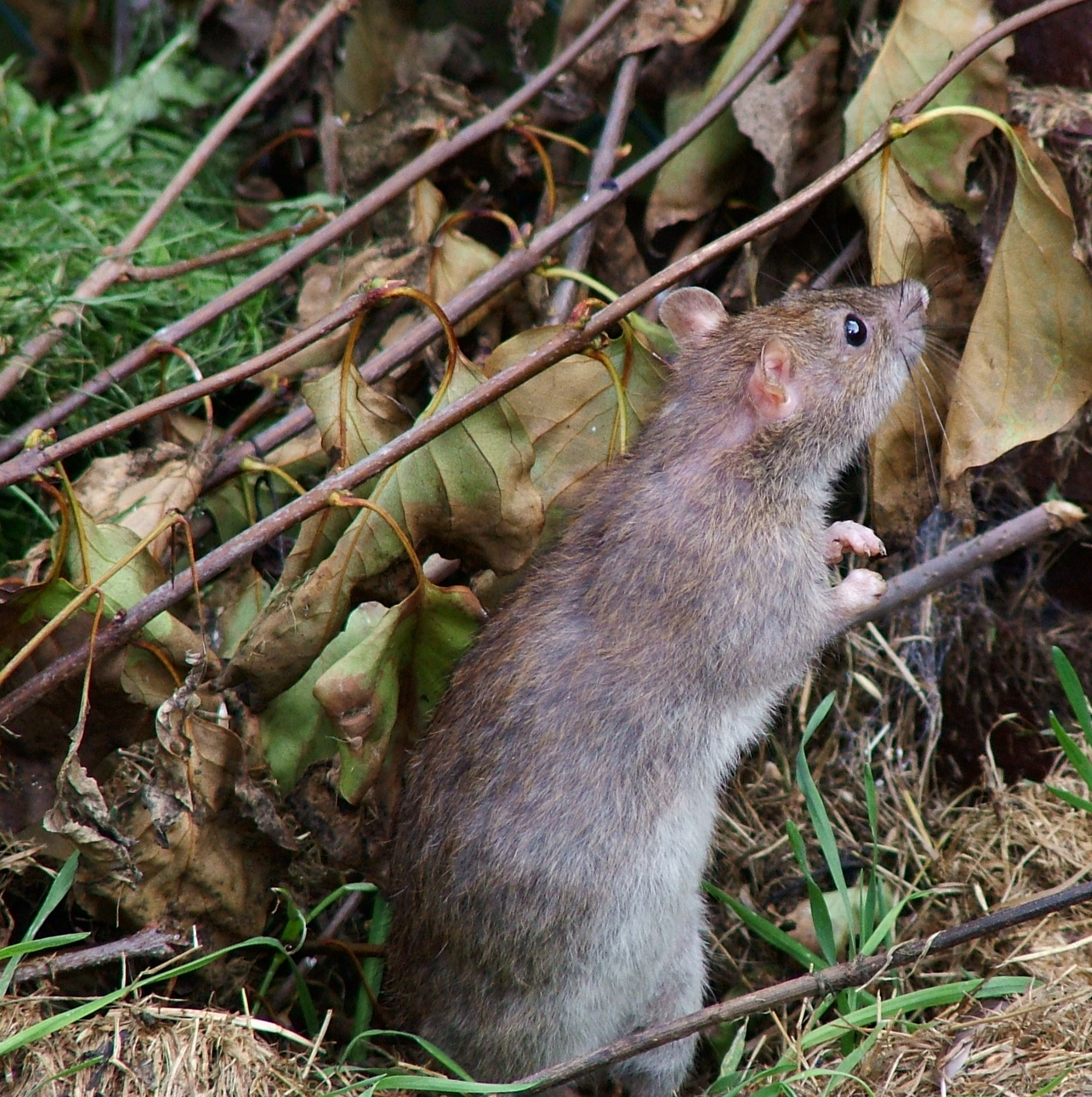
Wanderratte

### Aktivität und Baue
Die Wanderratte ist unter ungestörten Bedingungen dämmerungs- und nachtaktiv mit Aktivitätsmaxima kurz nach Sonnenuntergang und kurz vor Sonnenaufgang; um Mitternacht ist die Aktivität gering. Dieses Aktivitätsgrundmuster kann je nach äußeren Bedingungen vielfältig variiert werden. In Büro- oder Lagerräumen lebende Wanderratten verlegen ihre Aktivität in Zeiten menschlicher Abwesenheit, bei einer Untersuchung in England waren Wanderratten auf einer von fünf untersuchten Farmen im Sommer fast ausschließlich tagaktiv, da diese Farm nachts sehr häufig von Füchsen aufgesucht wurde.
Die Tiere schwimmen, tauchen und klettern gut. Die Fortbewegung erfolgt jedoch überwiegend auf etablierten Wegen auf dem Boden, in Gebäuden meist entlang von Wänden, zu denen die Tiere seitlich mit den Vibrissen Kontakt halten. In felsigen Gebieten laufen Wanderratten meist am Boden von Felsspalten.
Wenn möglich, legen Wanderratten Erdbaue an, die mindestens zwei Eingänge und einen Wohnkessel sowie häufig auch Vorratskammern aufweisen. Die Eingänge sind immer offen, die Hauptgänge sind queroval, 8–9 cm hoch und 11–12 cm breit. In Gebäuden werden die Nester in Verstecken jeder Art gebaut, z. B. zwischen Warenstapeln, in Doppelwänden, unter Fußbodendielen oder unter Strohhaufen. Die Nester bestehen aus Gras, Blättern, Papier und ähnlichem weichem Material.

### Sozialverhalten
Die soziale Organisation einer örtlichen Population ist vor allem vom Nahrungsangebot abhängig. In Habitaten mit einem geringen oder weit verteilten Nahrungsangebot besetzen einzelne Männchen Reviere, die wiederum die Reviere mehrerer Weibchen umfassen. In Bereichen mit einem hohen und an wenigen Stellen konzentrierten Nahrungsangebot, beispielsweise an Müllkippen, leben Wanderratten in Gruppen aus vielen Weibchen und vielen Männchen („Clans“), die ihr Territorium vermutlich gegen andere Clans verteidigen.
Innerhalb eines Clans bilden die Männchen eine annähernd lineare Hierarchie aus, die durch häufige Kämpfe etabliert wird. Der soziale Status eines Männchens ist in erster Linie von dessen Alter abhängig. Zwar haben größere Männchen gute Chancen, einen Kampf gegen kleinere Männchen zu gewinnen, vor allem, wenn diese fremd sind. Die einmal gegenüber einem bestimmten Männchen etablierte Position bleibt meist jedoch auch später erhalten, obwohl niedriger stehende Männchen den jeweils höher positionierten dann körperlich ebenbürtig oder sogar überlegen sein können. In stabilen Clans ist Alter daher ein besserer Indikator für den sozialen Status eines Männchens als Größe.

### Fortpflanzung und Alter
In Clans lebende Wanderratten sind bedingt durch das Paarungssystem weitgehend promisk. Die Weibchen sind meist nur eine Nacht lang östrisch (empfängnisbereit). In dieser Zeit folgen ihnen ununterbrochen mehrere Männchen, meist zwei bis drei, maximal bis zu sieben. Die Männchen versuchen ständig, mit dem Weibchen zu kopulieren und dabei andere Männchen zur Seite zu drängen. Dieser „Drängelwettbewerb“ (engl. scramble competition) ist so intensiv, dass die Männchen dabei auf Kämpfe untereinander weitgehend verzichten, daher gelingt es auch in der Rangordnung niedrig stehenden Männchen, mit dem Weibchen zu kopulieren. Bei einer experimentellen Untersuchung, die östrischen Weibchen die Möglichkeit gab, zwischen verschiedenen Männchen zu wählen, ohne dem Drängelwettbewerb ausgesetzt zu sein, gingen die Weibchen eine enge Bindung mit einem bestimmten Männchen ein. Auch diese Weibchen waren jedoch noch promisk und kopulierten auch mit einer Auswahl weiterer Männchen, jedoch in geringerem Maße als unter normalen Bedingungen.
Die Fortpflanzung findet in Europa ganzjährig statt, in Berlin wurden Maxima im März sowie im September und Oktober festgestellt, in England im Mai und im Oktober. Die Tragzeit beträgt 22–24 Tage. Die Würfe umfassten bei gezüchteten Wanderratten 1–15, meist 4–8 Junge. In Kleinstädten Niedersachsens wurden bei in der Kanalisation lebenden Weibchen im Mittel fast 5, bei oberirdisch lebenden hingegen im Mittel fast 7 Embryonen gefunden. Wanderratten sind bei der Geburt nackt, Augen und Ohren sind geschlossen. Die Ohren öffnen sich nach drei Tagen, der Haarwuchs beginnt nach 10 Tagen, und die Augen öffnen sich im Alter von etwa 15 Tagen. Nach etwa 20 Tagen erkunden die Jungtiere die Nestumgebung und nach 25–30 Tagen auch die Umgebung des Baues. Sie werden etwa 40 Tage lang gesäugt. Die Geschlechtsreife wird im Alter von drei bis vier Monaten erreicht. In Gefangenschaft geht die Reproduktion bei Weibchen im Alter von 19 Monaten stark zurück, die maximale Lebensdauer liegt bei etwa drei Jahren.

## Natürliche Feinde
Die Wanderratte zählt zur Nahrung zahlreicher Beutegreifer, insbesondere unter den Raubsäugern, Habichtartigen und Eulen. In Europa wird die Art von verschiedenen Mardern wie Steinmarder, Iltis, Hermelin und dem eingeführten Mink häufig erbeutet. Auch Hunde und gelegentlich Katzen können Wanderratten erjagen. Unter den Eulen frisst vor allem der Uhu in erheblichem Umfang Wanderratten, während der Fortpflanzungszeit kann der Anteil der Wanderratte im Nahrungsspektrum des Uhus 30 % erreichen.
Schlangen gehören weltweit ebenso zu den Regulatoren der Population dieser Säugetiere.

## Schadwirkungen

### Nahrungsmittel- und Hygieneschäden
Die Art gilt in Europa in erster Linie als Nahrungsmittel- und Hygieneschädling. Schäden entstehen durch Fraß an Nahrungsmitteln, aber vor allem durch deren Verschmutzung mit Kot und Urin sowie durch die Zerstörung der Verpackungsmaterialien. Hygienische Probleme entstehen vor allem durch die Verschleppung von Paratyphus-Keimen in Küchen und Vorratsräume, diese ist eine häufige Ursache für Lebens- und Futtermittelvergiftungen.

### Krankheitsübertragung

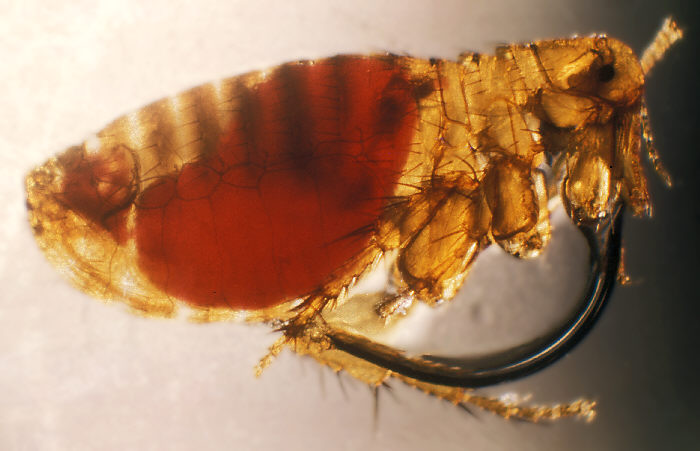
Rattenfloh (Xenopsylla cheopis)

Wanderratten sind in Europa vor allem als Reservoir und Ausscheider von Leptospiren, den Erregern der Leptospirose bekannt.
Die Wanderratte ist Wirt des Rattenflohs (Xenopsylla cheopis) und weiterer Floharten und kann somit als Reservoir von Yersinia pestis, dem Erreger der Pest, fungieren. Bei der großen Pest-Pandemie des ausgehenden Mittelalters spielte die Wanderratte zumindest in Europa keine große Rolle, zu dieser Zeit kam sie in Europa nicht vor. Sie wird hingegen zusammen mit der Hausratte als Hauptreservoir der von China Mitte des 19. Jahrhunderts ausgehenden Pest-Pandemie angesehen, der weltweit etwa 12 Millionen Menschen zum Opfer fielen, vor allem in Indien. Heute gelten die beiden Rattenarten nur noch in wenigen Regionen der Erde als wichtiges Reservoir des Pesterregers, hierzu zählen Madagaskar, Indien und die Demokratische Republik Kongo.

### Rolle als Neozoon
Die weltweite Einbürgerung der Wanderratte durch den Menschen hatte vielfach erhebliche negative Auswirkungen auf die Tier- und Pflanzenwelt insbesondere von Inseln. Insgesamt war bzw. ist der negative Einfluss aber wohl deutlich geringer als bei der gleichfalls weltweit eingebürgerten Hausratte, unter anderem weil sich die Wanderratte vor allem in den Tropen deutlich schlechter etablieren konnte und hier vielfach an menschliche Siedlungen oder an offenes Süßwasser gebunden ist.
Massive Auswirkungen sind vor allem für ursprünglich säugerfreie kleine Inseln in gemäßigten und arktischen Klimaten dokumentiert, insbesondere um Neuseeland. Auf den neuseeländischen Hauptinseln spielt die Wanderratte im Gegensatz zur Hausratte ökologisch aufgrund ihrer nur sehr lokalen Verbreitung keine Rolle. Auf zahlreichen vorgelagerten Inseln sind die Auswirkungen jedoch erheblich, auf vielen dieser Inseln wurde die Wanderratte daher im Rahmen gezielter Kampagnen wieder ausgerottet. So wurde auf der 170 ha großen Breaksea Island nach der Ausrottung der Wanderratte im Jahr 1986 bei 19 von 24 Baum- und Straucharten eine erhebliche Zunahme von Sämlingen festgestellt. Für Scheinbuchen (Nothofagus ssp.) konnte nach etwa 100 Jahren Unterbrechung wieder eine Naturverjüngung beobachtet werden. Skinke besiedelten die Insel von benachbarten Felseninseln, und zwei bedrohte Rüsselkäfer sowie der Sattelvogel (Philesturnus carunculatus) konnten wieder erfolgreich eingebürgert werden.
Auf Moutohora Island (240 ha) reduzierten Wanderratten den Bruterfolg des Langflügelsturmvogels (Pterodroma macroptera) in den 1960er und Anfang der 1970er Jahre durch Fressen von Eiern und jungen oder geschwächten Küken um 19–35 %. Nachdem der Bestand der 1968 eingebürgerten Wildkaninchen stark angestiegen war, was der Wanderratte in der Folge eine starke Zunahme ermöglichte, sank der Bruterfolg von 1972 bis 1977 auf nahe Null. Nach der Ausrottung von Wanderratte und Wildkaninchen im Jahr 1987 stieg der Bruterfolg wieder stetig an.
Das etwa 700 km südlich von den neuseeländischen Hauptinseln liegende, 112,7 km² große Campbell Island beherbergte bis 2001 wohl die dichteste Wanderrattenpopulation der Welt. Der Bestand wurde auf etwa 200.000 Individuen geschätzt. Die flugunfähige Campbellente (Anas nesiotis) wurde auf der Insel vermutlich durch die Wanderratte ausgerottet. Sie galt zwischenzeitlich als ausgestorben und wurde erst Mitte der 1970er Jahre auf dem benachbarten nur 26 ha großen Dent Island wiederentdeckt. Nach der Ausrottung der Wanderratte auf Campbell Island im Jahr 2003 konnte die Campbellente dort wieder erfolgreich angesiedelt werden.

## Bestand und Gefährdung
Die Wanderratte zählt heute zu den häufigsten Säugerarten der Welt, der Bestand ist offenbar weitgehend stabil. Die Art ist weltweit ungefährdet.

## Domestizierung

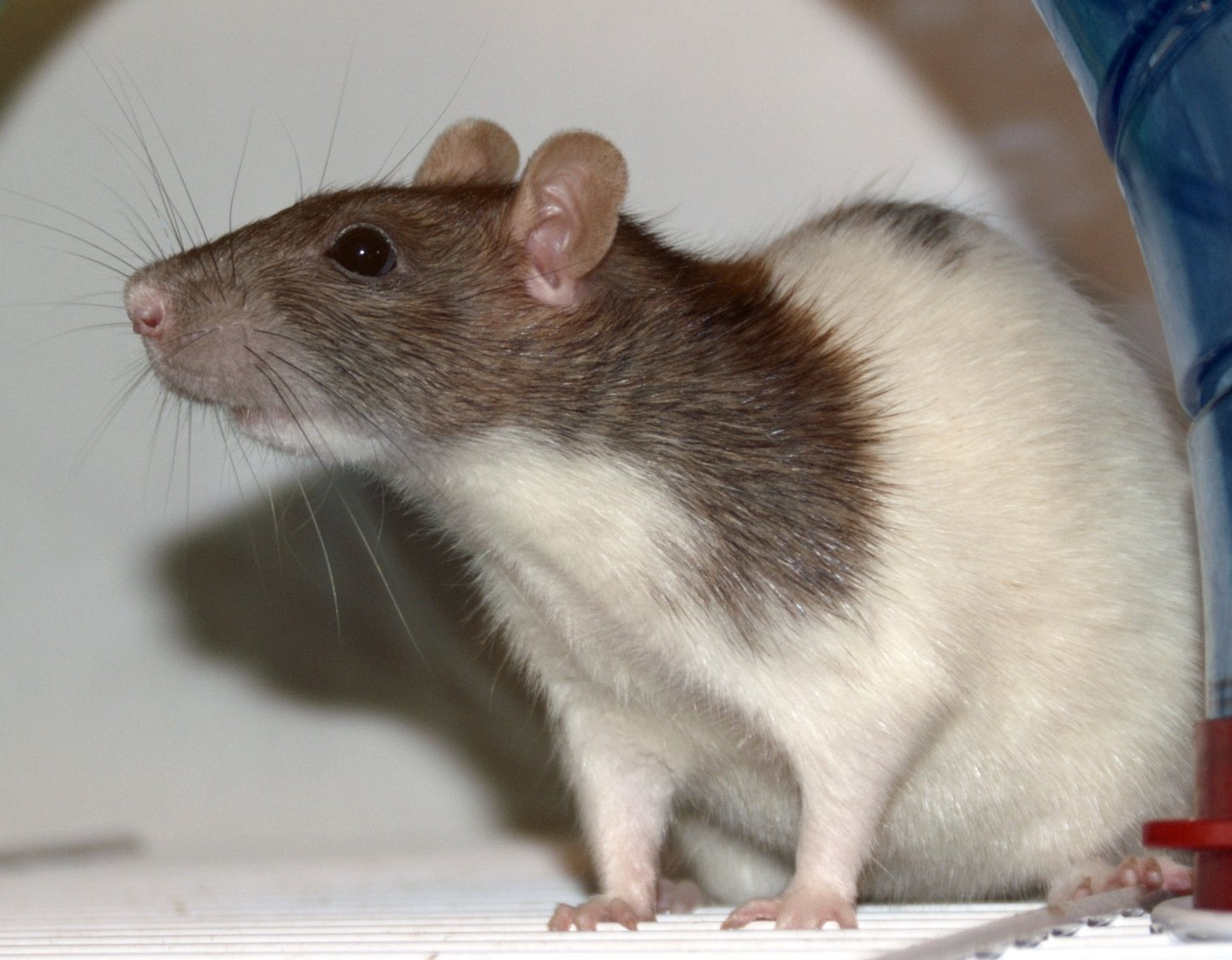
Farbratte

Die Wanderratte ist die wilde Stammform der Farbratte, die in großer Zahl als Haus- und Versuchstier gehalten wird. Ergebnisse erster Zuchtversuche mit Albinos und wilden Wanderratten wurden zwischen 1877 und 1885 veröffentlicht. Kurz vor 1900 wurden Albinos schon von verschiedenen Wissenschaftlern als Versuchstiere in der Psychologie verwendet. Danach entwickelte sich die Farb- oder Laborratte zum nach der Hausmaus häufigsten Versuchstier der Biologie und Medizin. Ende der 1970er Jahre waren bereits rund 100 Inzuchtstämme bekannt. Gegenüber der Wildform ist das Hirnvolumen der Farbratte um etwa 8 % kleiner, die Verkleinerung betrifft die verschiedenen Hirnareale jedoch in unterschiedlichem Maße. Beispielsweise sind, entsprechend dem verringerten Bewegungsdrang der Farbratte, die Motorik steuernden Hirnareale Corpus striatum und Kleinhirn besonders stark verkleinert; die Riechzentren sind hingegen deutlich weniger zurückgebildet.